# Wereldkampioenschappen kunstschaatsen junioren 1987
De Wereldkampioenschappen kunstschaatsen junioren zijn samen een jaarlijks terugkerend evenement dat door de Internationale Schaatsunie (ISU) wordt georganiseerd. De editie van 1987, de twaalfde in de reeks, vond van 2 tot en met 7 december 1986 plaats in Kitchener, provincie Ontario, Canada. Het was de tweede keer dat dit evenement in dit land plaatsvond na de editie van 1981 in London (Ontario).
Titels en medailles waren er te verdienen in de categorieën: jongens individueel, meisjes individueel, paarrijden en ijsdansen.

## Deelname
Er namen deelnemers uit 21 landen deel aan de kampioenschappen, zij vulden 74 startplaatsen in. Nederland en Nieuw-Zeeland maakten na een of meerdere jaren afwezigheid hun rentree bij de WK-junioren. Ten opzichte van de vorige editie vaardigden Joegoslavië, Polen en Zwitserland deze editie geen deelnemers af. De Amerikaan Rudy Galindo nam net als in 1986 zowel bij de jongens als de paren deel. Namens België nam Sandy Suy deel in het meisjestoernooi. Uit Nederland nam Alcuin Schulten deel, hij was de eerste Nederlandse jongen die aan de WK-junioren deelnam.
Deelnemende landen
(Tussen haakjes het totaal aantal startplaatsen in de vier toernooien.)
| Sovjet-Unie (10) Verenigde Staten (9) Canada (7) Verenigd Koninkrijk (5) West-Duitsland (5) Australië (4) | China (4) Frankrijk (4) Japan (4) Duitse Democratische Republiek (3) Tsjecho-Slowakije (3) België (2) | Hongarije (2) Italië (2) Nieuw-Zeeland (2) Oostenrijk (2) Zuid-Korea (2) Denemarken (1) | Nederland (1) Roemenië (1) Zweden (1) |

## Medailleverdeling
De twaalf medailles gingen naar vier landen. Vijf gingen er naar de Sovjet-Unie, vier naar de Verenigde Staten, twee naar gastland Canada en een naar West-Duitsland.
Bij de jongens werd Rudy Galindo de twaalfde wereldkampioen en hij was hiermee de zesde Amerikaan na Mark Cockerell (1976), Paul Wylie (1981), Scott Williams (1982), Christopher Bowman (1983) en Erik Larson (1985). Galindo was de eerste jongen die driemaal een medaille behaalde, in 1985 won hij brons en in 1986 zilver. Op plaats twee eindigde zijn landgenoot Todd Eldredge die voor het eerst op het erepodium plaatsnam. De bronzen medaille ging net als in 1986 naar Yuri Tsimbaliuk uit de Sovjet-Unie. Het was zijn tweede medaille. Vijf jongens veroverden eerder twee medailles, de Sovjet-Russen Vitali Egorov (1+2 in 1979, 1980), Alexander Fadeev (3+1 ook in 1979, 1980) en Vladimir Petrenko (2+1 in 1985, 1986) en de Amerikanen Scott Williams (3+1 in 1981, 1982) en Galindo (3+2 ook in 1985, 1986).
Bij de meisjes stonden drie nationaliteiten op het erepodium. Cindy Bortz werd de twaalfde wereldkampioene en zij was hiermee de zesde Amerikaanse na Suzie Brasher (1976), Jill Sawyer (1978), Elaine Zayak (1979), Rosalynn Sumners (1980) en Tiffany Chin (1981). Op plaats twee eindigde, net als in 1985 en 1986, de West-Duitse Susanne Becher. Zij was het eerste meisje dat driemaal een medaille behaalde. De bronzen medaille ging naar de Canadese Shannon Allison die hiermee de vijfde medaille voor haar vaderland bij de meisjes veroverde.
Het Sovjet-paar Elena Leonova / Gennadi Krasnitski prolongeerde als derde paar de wereldtitel, zij traden daarmee in de voetsporen van hun landgenoten Larisa Seleznova / Oleg Makarov (1980, 1981) en Marina Avstriskaia / Yuri Kvashnin (1982, 1983). Het was de achtste titel voor hun vaderland. De bronzen medaillewinnaars in 1986, het Sovjetpaar Ekaterina Murugova / Artem Torgashev, behaalden deze editie de zilveren medaille. Beide paren waren het zevende en achtste paar dat meervoudig medaillewinnaar werd. De bronzen medaille ging naar het Amerikaanse paar Kristi Yamaguchi / Rudy Galindo. Het was de vierde medaille voor de Verenigde Staten bij de paren. Galindo was de eerste junior die een medaille behaalde in twee categorieën en de eerste junior die twee medailles in hetzelfde jaar behaalde.
Voor de vijfdemaal bij het ijsdansen, inclusief de eerste editie, stonden de drie paren voor het eerst op het erepodium. Het Sovjet-paar Ilona Melnichenko / Gennadi Kaskov werden het achtste kampioenspaar en ze zorgden er daarmee voor dat de titel voor de tiende keer en voor het tiende opeenvolgende jaar naar de Sovjet-Unie ging. Hun landgenoten Oksana Grisjtsjoek / Aleksandr Tsjitsjkov eindigden op plaats twee. Op plaats drie eindigde het paar Catherine Pal / Donald Godfrey, het vierde Canadese paar dat een medaille behaalde.
| Onderdeel | Goud                               | Zilver                                    | Brons                           |
| --------- | ---------------------------------- | ----------------------------------------- | ------------------------------- |
| Jongens   | Rudy Galindo                       | Todd Eldredge                             | Yuri Tsimbaliuk                 |
| Meisjes   | Cindy Bortz                        | Susanne Becher                            | Shannon Allison                 |
| Paren     | Elena Leonova / Gennadi Krasnitski | Ekaterina Murugova / Artem Torgashev      | Kristi Yamaguchi / Rudy Galindo |
| IJsdansen | Ilona Melnichenko / Gennadi Kaskov | Oksana Grisjtsjoek / Aleksandr Tsjitsjkov | Catherine Pal / Donald Godfrey  |

## Uitslagen
| #                   | naam (deelname)       | land                                    | punten |
| ------------------- | --------------------- | --------------------------------------- | ------ |
| Goud                | Rudy Galindo (3)      | Vlag van Verenigde Staten               | 03.2   |
| Zilver              | Todd Eldredge (2)     | Vlag van Verenigde Staten               | 04.4   |
| Brons               | Yuri Tsimbaliuk (2)   | Vlag van Sovjet-Unie                    | 05.4   |
| 04                  | Cameron Birky         | Vlag van Verenigde Staten               |        |
| 05                  | Daniel Weiss (4)      | Vlag van Bondsrepubliek Duitsland       |        |
| 06                  | Mikhail Shmerkin (3)  | Vlag van Sovjet-Unie                    |        |
| 07                  | Sergei Dudakov        | Vlag van Sovjet-Unie                    |        |
| 08                  | Éric Millot           | Vlag van Frankrijk                      |        |
| 09                  | Brent Frank (2)       | Vlag van Canada                         |        |
| 10                  | Jaroslav Suchý (2)    | Vlag van Tsjecho-Slowakije              |        |
| 11                  | Sean Abram (4)        | Vlag van Australië                      |        |
| 12                  | Tomoaki Koyama (3)    | Vlag van Japan                          |        |
| 13                  | Daisuke Nishikawa (2) | Vlag van Japan                          |        |
| 14                  | Rico Krahnert         | Vlag van Duitse Democratische Republiek |        |
| 15                  | Oliver Dechert        | Vlag van Bondsrepubliek Duitsland       |        |
| 16                  | Alcuin Schulten       | Vlag van Nederland                      |        |
| 17                  | Cornel Gheorghe (2)   | Vlag van Roemenië (1965-1989)           |        |
| 18                  | Jung Sung-il (3)      | Vlag van Zuid-Korea                     |        |
| 19                  | Steven Cousins        | Vlag van Verenigd Koninkrijk            |        |
| 20                  | Alexandre Geers       | Vlag van België                         |        |
| 21                  | Liu Wei (2)           | Vlag van China                          |        |
| 22                  | Geoffrey Blee         | Vlag van Australië                      |        |
| 23                  | Claudio Fico          | Vlag van Italië                         |        |
| 24                  | Christopher Blong     | Vlag van Australië                      |        |
| Finale niet bereikt |                       |                                         |        |
| 25                  | Armin Withalm         | Vlag van Oostenrijk                     |        |

| #      | naam (deelname)           | land                                    | punten |
| ------ | ------------------------- | --------------------------------------- | ------ |
| Goud   | Cindy Bortz               | Vlag van Verenigde Staten               | 03.2   |
| Zilver | Susanne Becher (3)        | Vlag van Bondsrepubliek Duitsland       | 03.4   |
| Brons  | Shannon Allison           | Vlag van Canada                         | 06.6   |
| 04     | Holly Cook (2)            | Vlag van Verenigde Staten               |        |
| 05     | Natalia Skrabnevskaya (2) | Vlag van Sovjet-Unie                    |        |
| 06     | Inga Gauter (2)           | Vlag van Duitse Democratische Republiek |        |
| 07     | Junko Yaginuma            | Vlag van Japan                          |        |
| 08     | Kyoko Ina                 | Vlag van Japan                          |        |
| 09     | Ilia Kuzmina              | Vlag van Sovjet-Unie                    |        |
| 10     | Claude Péri               | Vlag van Frankrijk                      |        |
| 11     | Patricia Wirth            | Vlag van Bondsrepubliek Duitsland       |        |
| 12     | Angie Folk                | Vlag van Canada                         |        |
| 13     | Anisette Torp-Lind (2)    | Vlag van Denemarken                     |        |
| 14     | Jana Petruskova (2)       | Vlag van Tsjecho-Slowakije              |        |
| 15     | Fiona Ritchie             | Vlag van Verenigd Koninkrijk            |        |
| 16     | Gina Fulton (2)           | Vlag van Verenigd Koninkrijk            |        |
| 17     | Sandy Suy                 | Vlag van België                         |        |
| 18     | Ines Klubal (2)           | Vlag van Zweden                         |        |
| 19     | Ji Hyun-jung (4)          | Vlag van Zuid-Korea                     |        |
| 20     | Kimberley Price           | Vlag van Australië                      |        |
| 21     | Belinda Leiter            | Vlag van Oostenrijk                     |        |
| 22     | Zhang Bo (2)              | Vlag van China                          |        |
| 23     | Rosanna Blong             | Vlag van Nieuw-Zeeland                  |        |
| 24     | Katalin Rózsa             | Vlag van Hongarije                      |        |

| #      | naam (deelname)                            | land                                    |
| ------ | ------------------------------------------ | --------------------------------------- |
| Goud   | Elena Leonova (2) Gennadi Krasnitski (2)   | Vlag van Sovjet-Unie                    |
| Zilver | Ekaterina Murugova (2) Artem Torgashev (2) | Vlag van Sovjet-Unie                    |
| Brons  | Kristi Yamaguchi (2) Rudy Galindo (2)      | Vlag van Verenigde Staten               |
| 04     | Mandy Hannebauer (2) Marno Kreft (2)       | Vlag van Duitse Democratische Republiek |
| 05     | Irina Saifutdinova Andrei Bardykin         | Vlag van Sovjet-Unie                    |
| 06     | Ginger Tse (3) Archie Tse (3)              | Vlag van Verenigde Staten               |
| 07     | Jody Barnes Rob Williams                   | Vlag van Canada                         |
| 08     | Marie-Josée Fortin Jean-Michel Bombardier  | Vlag van Canada                         |
| 09     | Catherine Barker Neil Herring              | Vlag van Verenigd Koninkrijk            |
| 10     | Chen Liling Qiu Wenjun                     | Vlag van China                          |

| #      | naam (deelname)                             | land                              | punten |
| ------ | ------------------------------------------- | --------------------------------- | ------ |
| Goud   | Ilona Melnichenko Gennadi Kaskov            | Vlag van Sovjet-Unie              | 02.0   |
| Zilver | Oksana Grisjtsjoek Aleksandr Tsjitsjkov     | Vlag van Sovjet-Unie              | 04.6   |
| Brons  | Catherine Pal (3) Donald Godfrey (3)        | Vlag van Canada                   | 05.4   |
| 04     | Anna Croci (3) Luca Mantovani (3)           | Vlag van Italië                   |        |
| 05     | Sophie Moniotte Pascal Lavanchy             | Vlag van Frankrijk                |        |
| 06     | Ivana Střondalová Milan Brzý                | Vlag van Tsjecho-Slowakije        |        |
| 07     | Jacqueline Petr Mark Janoschak              | Vlag van Canada                   |        |
| 08     | Krisztina Kerekes (2) Csaba Szentpétery (2) | Vlag van Hongarije                |        |
| 09     | Elizabeth Punsalan David Shirk              | Vlag van Verenigde Staten         |        |
| 10     | Vera Zietemann Andreas Ullmann              | Vlag van Bondsrepubliek Duitsland |        |
| 11     | Christelle Gautier Alberick Dalongeville    | Vlag van Frankrijk                |        |
| 12     | Jennifer Goolsbee Peter Chupa               | Vlag van Verenigde Staten         |        |
| 13     | Natasha Smith Paul Knepper                  | Vlag van Verenigd Koninkrijk      |        |
| 14     | Di Liu Ye Fu                                | Vlag van China                    |        |
| 15     | Lynette Webb (2) Duncan Smart (2)           | Vlag van Australië                |        |

Medaillewinnaars

Jongens · 
Meisjes · 
Paren · 
IJsdansen

 Toernooi

1976 · 
1977 · 
1978 · 
1979 · 
1980 · 
1981 · 
1982 · 
1983 · 
1984 · 
1985 · 
1986 · 
1987 · 
1988 · 
1989 · 
1990 · 
1991 · 
1992 · 
1993 · 
1994 · 
1995 · 
1996 · 
1997 · 
1998 · 
1999 · 
2000 · 
2001 · 
2002 · 
2003 · 
2004 · 
2005 · 
2006 · 
2007 · 
2008 · 
2009 · 
2010 ·
2011 ·
2012 ·
2013 ·
2014 ·
2015 ·
2016 ·
2017 ·
2018 ·
2019 · 
2020

 ISU-kampioenschappen

WK kunstschaatsen · 
EK kunstschaatsen · 
Viercontinentenkampioenschap · 
Olympische Spelen